# El genio del cristianismo
El genio del cristianismo (en francés: Génie du christianisme) es una obra apologética escrita por François-René de Chateaubriand, escritor romántico francés (aunque en esa época se hallaba exiliado en Inglaterra) entre 1795 y 1799, y publicada por primera vez en Francia en 1802.
En esta obra, Chateaubriand defiende la sabiduría y belleza de la religión cristiana, afectada por la filosofía ilustrada y por la Revolución francesa. 

## La obra
El autor se convirtió a la fe de su infancia mientras escribía este Genio del cristianismo, cuya redacción inicia tras la muerte de su madre ("Me hice cristiano. No cedí, lo confieso, a grandes luces sobrenaturales; mi convicción surgió de mi corazón: lloré y creí"). Chateaubriand trata con esta obra de "probar que el cristianismo proviene de Dios, porque es excelente". Con este objetivo, se interesa especialmente en las aportaciones artísticas de la religión cristiana, comparándolas a las de las civilizaciones antiguas y paganas. De hecho, la principal tesis del libro es que "únicamente el cristianismo explica el progreso en las Letras y en las Artes".
Chateaubriand recrimina a los escritores del siglo XVIII (filósofos de las Luces) que ignoren a Dios, con excepción de Jean-Jacques Rousseau, que tenía una "sombra de religión". Así, para Chateaubriand, Voltaire como dramaturgo es inferior a Jean Racine, ya que Voltaire no es cristiano.

## Influencias
El Genio del Cristianismo tuvo una considerable influencia en la historia de las ideas literarias y religiosas en Francia en el siglo XIX.[cita requerida] Escrito con un estilo clásico, pero con una sensibilidad prerromántica, glorifica nuevas fuentes de inspiración, como el arte gótico o las grandes epopeyas medievales. Al meditar acerca de la belleza de las ruinas, anticipa lo que será el gusto romántico a éstas, ya que las ruinas convierten en obsesivo el problema de la muerte.
Esta obra marcó el desarrollo de la renovación del catolicismo francés del siglo XIX. Inspiró a muchos autores, entre ellos Dom Guéranger y Félicité Robert de Lamennais.[cita requerida]
En su primera edición, el Genio del cristianismo incluía los relatos Atala y René.
En Madame Bovary, Gustave Flaubert enumera este libro de Chateaubriand como uno de los utilizados durante la educación de Emma Bovary en un convento (véase primera parte, capítulo seis).
En Latinoamérica hay una clara influencia en la novela María, de Jorge Isaacs, cuando el protagonista Efraín les da clases a María y su hermana sobre el Genio del cristianismo (capítulo XII).
En Dios y el Estado, Mijaíl Bakunin dice que "[Hay] ...una anécdota, tan conocida como auténtica, que arroja una luz muy clara sobre el valor personal de estos calurosos defensores del catolicismo y la sociedad religiosa de aquél período. - Chateaubriand había llevado a un librero una obra dirigida contra la fé; el librero le hizo observar que el ateísmo había pasado de moda y que el público sólo pedía obras religiosas. Chateaubriand se retiró, y algunos meses después publicó El Genio del Cristianismo". No obstante, el cuestionamiento a la sinceridad religiosa de Chateaubriand ha sido rebatido por otros autores.